# Y peque Carlos, peque
 Y peque Carlos, peque es una película de Argentina de 1995 filmada en colores dirigida por Juan Carlos Desanzo sobre su propio guion escrito en colaboración con Gerardo Taratuto que tuvo como actores principales a Luisina Brando, Alberto de Mendoza y el boxeador Jorge Ochenduszka. En algunas fuentes figura como Y pegue Carlos, pegue

## Reparto
Participaron del filme los siguientes intérpretes:
- Jorge Ochenduszka
- Luisina Brando
- Alberto de Mendoza
- Rodolfo Ranni
- Mario Pasik